# Otemna
Otemna este o localitate din comuna Celje, Slovenia, cu o populație de 101 locuitori.